# شاهزاده محمد (پسر احمد یکم)
شاهزاده محمد (پسر احمد یکم)، (انگلیسی: Şehzade Mehmed (son of Ahmed I)) شاهزاده عثمانی و دومین پسر سلطان احمد اول بود، اما اولین پسر او با کوسم سلطان، محبوب احمد و خاصگی سلطان بود.

## زندگی
شاهزاده محمد در ۱۱ مارس ۱۶۰۵ در استانبول به دنیا آمد. او دومین پسر سلطان احمد اول بود. هویت مادرش مورد مناقشه بود، اما منابع و اجماع تاریخی کنونی می‌گویند که او کوسم سلطان، خاصگی سلطان احمد بود. در ژانویه ۱۶۰۹، محمد تحصیلات خود را تحت سرپرستی هوکا اومر افندی، همراه با برادر ناتنی بزرگترش، شاهزاده عثمان (سلطان آینده عثمان دوم) آغاز کرد.
پس از مرگ پدرش در سال ۱۶۱۷، زمانی که محمد دوازده ساله بود، عمویش سلطان مصطفی یکم بر تخت نشست. با این حال، او به زودی برکنار شد و عثمان در سال ۱۶۱۸ جایگزین او شد.

## مرگ
عثمان دوم برای اعدام برادرش از شیخ‌السلام هوکازاده اسعد افندی نظر قانونی مثبت خواسته بود. اما اسد افندی از صدور نظر حقوقی خودداری کرد. رئیس قاضی روملی کمال الدین افندی در عوض اعدام شاهزاده را تأیید کرد.   و بنابراین در ۱۲ ژانویه ۱۶۲۱،   محمد اعدام شد. وقتی جلادان در گردنش طناب می کشیدند گفت:
«عثمان! ای کاش حکومت تو تباه می‌شد، امیدوارم به اندازه آنچه از من سلب کردی نمی‌توانستی سلطنت کنی».
دوازده روز پس از مرگ او، برف شدیدی در استانبول بارید که پیام خداوند به عثمان بود که برادرش را کشته است. عثمان قبل از ترک پایتخت برای لشکرکشی لهستان دستور اعدام محمد را صادر کرد.
او در کنار پدرش در مقبره‌اش واقع در مسجد آبی استانبول به خاک سپرده شد.

## در فرهنگ عامه
در سریال تخیلی تاریخی ترکی ۲۰۱۵ سدهٔ باشکوه: کوسم، شاهزاده محمد توسط بوراک داکاک بازیگر ترکیه‌ای به‌تصویر کشیده شده‌است.